# Skräckrock

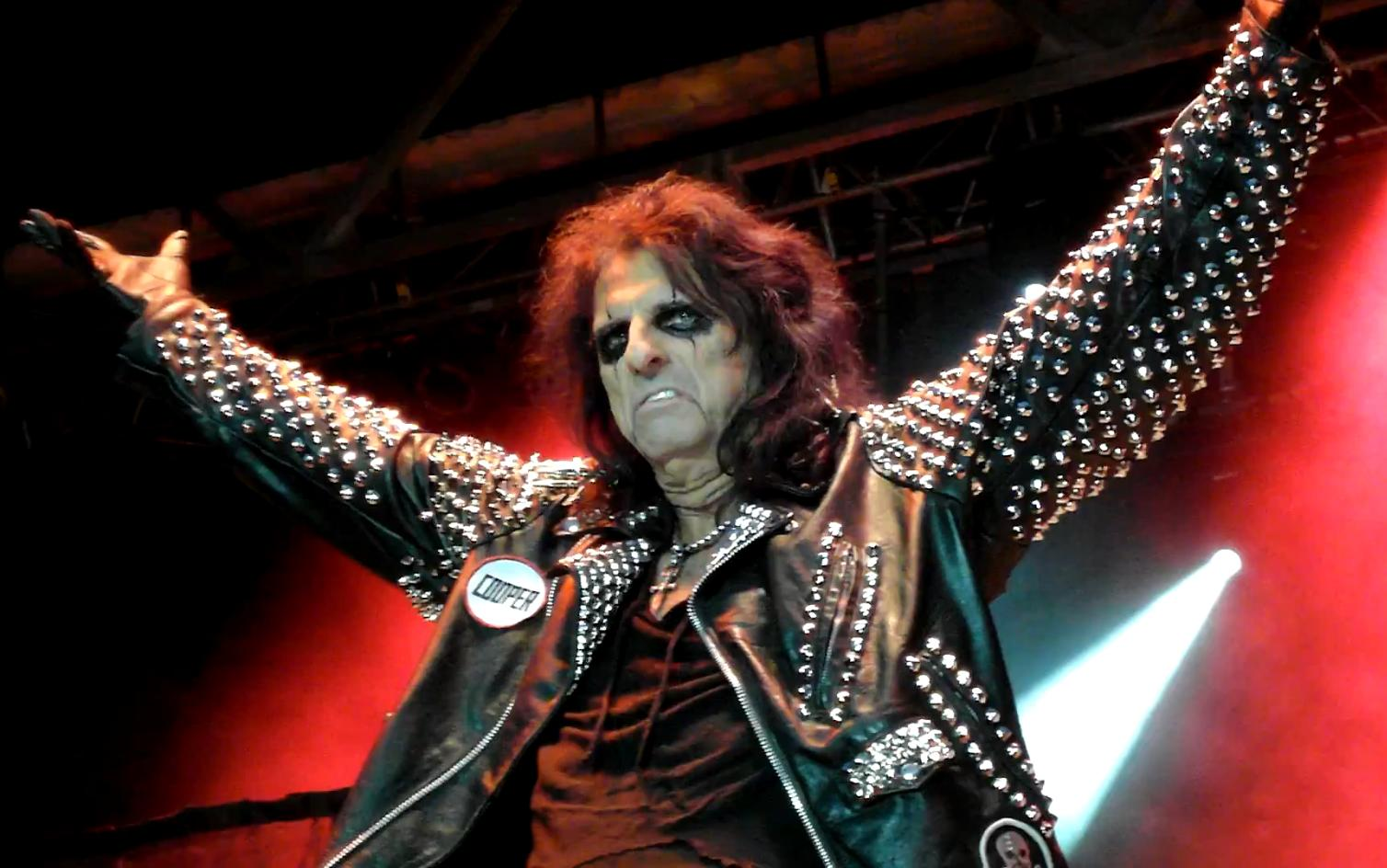
Alice Cooper

Skräckrock (engelska: shock rock) är rockmusik som använder sig av olika former av sceniska chockeffekter. Screamin' Jay Hawkins kan betraktas som den förste skräckrockaren - efter framgångarna med hans hit I Put a Spell on You 1956 började Hawkins använda en scenshow där han steg upp ur en kista, sjöng till ett kranium och en gummiorm samt detonerade rökbomber. En engelsk variant var Screaming Lord Sutch, som uppträdde med en liknande show från 1960-talet och framåt. Skräckrockens mest kände företrädare är Alice Cooper, som på 70-talet banade vägen för mängder av imitatörer, bland annat uppsminkade grupper som Kiss, King Diamond, W.A.S.P, Gwar, Mötley Crüe och till viss del Venom. Skräckrocken fortsatte på 90-talet med band som Marilyn Manson, Rammstein, Rob Zombie, Lordi, Danzig, Lizzy Borden, Cradle of Filth och Ozzy Osbourne. På 00-talet kom Black Veil Brides, Ghost, Deathstars och Powerwolf.
Även skräckpunk existerar. The Misfits är ett av de mest kända skräckpunksbanden.